# گورستان ورکبود
قبرستان ورکبود مربوط به عصر آهن ۳ است و در شهرستان ایلام، بخش مرکزی، روستای گله جار واقع شده و این اثر در تاریخ ۹ اردیبهشت ۱۳۸۲ با شمارهٔ ثبت ۸۴۲۷ به‌عنوان یکی از آثار ملی ایران به ثبت رسیده است.